# Synchiropus zamboangana
Synchiropus zamboangana är en fiskart som beskrevs av Seale, 1910. Synchiropus zamboangana ingår i släktet Synchiropus och familjen sjökocksfiskar. Inga underarter finns listade i Catalogue of Life.